# Gooimeer
Il Gooimeer è un lago di confine nei Paesi Bassi. È separato ad ovest dall'IJmeer dal ponte dell'autostrada 6 conosciuto come Hollandse Brug. Ad est è invece separato dall'Eemmeer da un doppio ponte stradale dell'autostrada 27. La costa settentrionale fa parte del Flevopolder nella provincia del Flevoland mentre la costa meridionale fa parte della regione di het Gooi, da cui prende il nome, nella provincia dell'Olanda Settentrionale. Sulla stessa costa si trovano le città di Naarden e Huizen.
Il Gooimeer è correlato con l'incidente del volo El Al 1862 del 4 ottobre 1992. I due motori di destra dell'aereo si staccarono dal velivolo finendo nel lago. L'aereo continuò a volare per 8 minuti fino a che si schiantò sul complesso residenziale di Bijlmermeer.